# علم قوس قزح (مجتمع الميم)

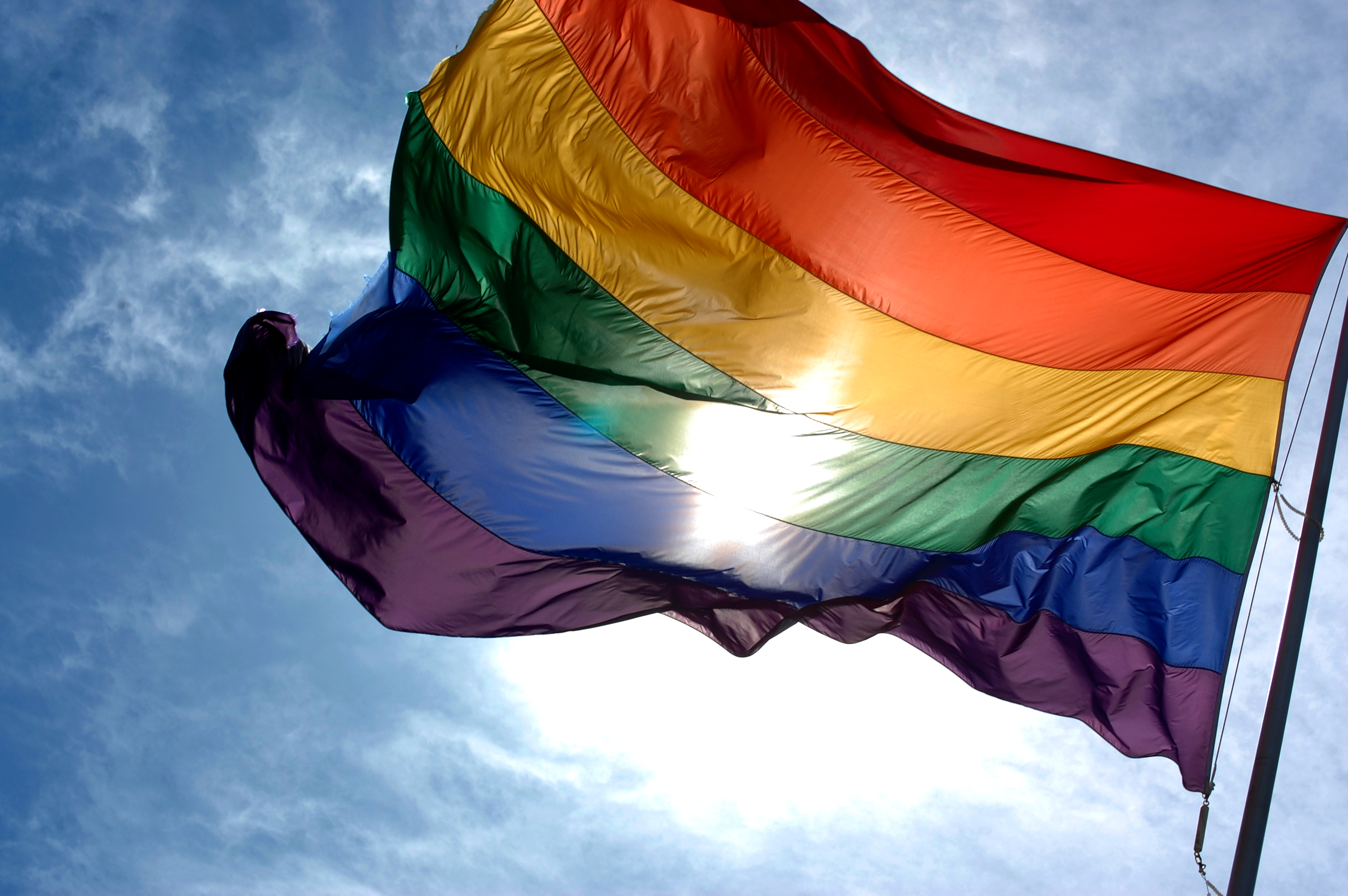
علم الألوان هو رمز يفخر به المثليات، المثليين، مزدوجو الميل الجنسي، والمتحولين جنسيًا (مجتمع الميم) والحركات الاجتماعية للمثليين باستعماله منذ عقد 1970.

علم قوس قزح، عادة علم فخر المثليين وعلم فخر الإل جي بي تي ،هو رمز الفخر للمثليات، المثليين، مزدوجي الميل الجنسي، والمتحولين جنسيًا (مجتمع الميم) والحركات الاجتماعية للمثليين. (استخدامات أخرى من أعلام قوس قزح تشمل رمزا للسلام). تعكس الألوان تنوع مجتمع المثليين، وغالبًا ما يستخدم العلم باعتباره رمز الفخر للمثليين عندما يتعلق الأمر بمسيرات حقوق النشطاء المثليين. نشأت في كاليفورنيا الشمالية، ولكنها تستخدم الآن في جميع أنحاء العالم.